# Stillekette
Die Stillekette ist ein bis zu 1800 m hoher Gebirgszug der Anare Mountains im ostantarktischen Viktorialand. Sie ragt südwestlich der Buskirk Bluffs auf.
Wissenschaftler der deutschen Expedition GANOVEX I (1979–1980) benannten sie. Namensgeber ist der deutsche Geologe Hans Stille (1876–1966).